# Making Uncle Jealous
Making Uncle Jealous és un curtmetratge mut de l'Èclair interpretat per Alec B. Francis i Isabel Lamon entre d'altres. La pel·lícula es va estrenar el 24 d'octubre de 1912.

## Argument
Durant 20 anys Hiram Tyler ha anat darrera de Salina Huntingdon però mai ha tingut el coratge de demanar-li de casar-se amb ell. Will Huntingdon, nebot de Salina, torna de la universitat per les vacances amb el seu amic George. Will està enamorat de la neboda de Hiram, Judith Hughes, i George s'enamora de la seva germana Muriel. Tots quatre volen aconseguir que Hiram s'acabi declarant a Salina i Will arriba a la conclusió que només ho podran aconseguir fent que l'oncle es posi gelòs. A través de diferents situacions ambigües aconsegueixen que Hiram tingui prou valor per declarar-se i la felicitat de veure que és acceptat.

## Repartiment
- Alec B. Francis (Hiram Tyler)
- Mis Davies (Salina Huntington)
- Isabel Lamon (Judith Hughes)
- Muriel Ostriche (Muriel Hughes)
- Will E. Sheerer (Will Huntingdon)
- George Larkin (George Lamon)
- Clara Horton (Clara Huntingdon)
- Alice Knowland (Miss Osgood)